# Noel Carroll (Leichtathlet)
Noel Carroll (* 7. Dezember 1941 in Annagassan, County Louth, Irland; † 23. Oktober 1998 in Dublin, Irland) war ein irischer Mittelstreckenläufer, Kommunalpolitiker und Sportorganisator.

## Leben
Carroll brach mit 13 die Schule ab, nahm verschiedene Gelegenheitsarbeiten an und meldete sich schließlich freiwillig mit 18 zur Armee. Dort erkannte man sein sportliches Talent und förderte ihn. Bei einem Hallensportfest in New York City 1962 bekam er das Angebot für ein Hochschulstipendium von Jumbo Elliott von der Villanova University in Philadelphia. Er nahm die Chance eines Studiums ohne Hochschulzugangsberechtigung wahr, kündigte bei der Armee, absolvierte nach einem Vorbereitungskurs erfolgreich ein Studium in Kommunikationswissenschaft. 1964 repräsentierte er Irland über 800 m bei den Olympischen Spielen. Durch die Betonung der Hallensaison in Villanova (intensive Tempoläufe im Winter auf einer Hallenholzbahn im Freien) gelang es ihm nicht am Ende einer langen Saison bei den Olympischen Spielen im Oktober noch in Form zu sein. Bei den Leichtathletik-Halleneuropameisterschaften gewann er dreimal (1966, 1967, 1968). Bei den Olympischen Spielen 1968 nahm er über 400 m und über 800 m teil. Während seiner aktiven Zeit war er 1,88 m groß und wog 79 kg.
Nach Ende seiner sportlichen Laufbahn wurde er erst Pressesprecher, dann Leitender Direktor der Handelskammer Dublin’s. In dieser Eigenschaft gründete er den Dublin-Marathon und fand durch seine Verbindungen auch entsprechende Sponsoren. Er war auch journalistisch tätig und engagierte sich für die irische Fitness- und Dauerlaufbewegung. Er starb an einem Herzinfarkt während seines täglichen Dauerlaufs. Er wurde in die Hall of Fame der irischen Leichtathletik aufgenommen. Der Sieger des Dublin-Marathons erhält die Noel Carroll Memorial Trophy.
Noel Carroll war Großvater des irischen Rugbynationalspielers Jordi Carroll.